# Fridericia bulbosa
Fridericia bulbosa is een ringworm uit de familie van de Enchytraeidae. De wetenschappelijke naam van de soort is voor het eerst geldig gepubliceerd in 1887 door Rosa.